# محمد عثمان الميرغني الختم

علم طائفة الختمية.

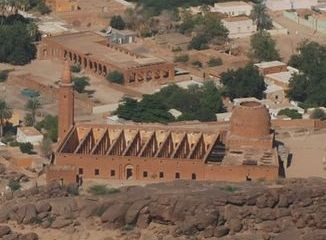
كسلا، الختمية1

السيد محمد عثمان الميرغني الشهير بـ«الختم» هو مؤسس الطريقة الختمية المنتشرة في مصر والسودان واريتريا وإثيوبيا. وينتمي إلى واحدة من أسر الأشراف بمكة المكرمة وهي أسرة نادي الميرغني، وقد ترجم له الشيخ عبد الله مرداد أبو الخير قاضي مكة المكرمة (المتوفي عام 1343 هـ) في مخطوطته (نشر النور والزهر في تراجم أفاضل مكة من القرن العاشر الي القرن الرابع عشر).

## نسبه
هو محمد عثمان الميرغني (الختم) بن محمد أبي بكر بن عبد الله المحجوب بن إبراهيم بن حسن بن محمد أمين بن علي بن حسن بن ميرخورد بن حيدر بن حسن بن عبد الله بن علي بن حسن بن حيدر بن ميرخورد بن حسن بن أحمد بن علي بن إبراهيم بن يحيى بن حسن بن أبي بكر بن علي بن محمد بن إسماعيل بن ميرخورد البخاري بن عمر بن علي بن عثمان بن علي الهادي بن الحسن العسكري بن علي الهادي بن محمد الجواد بن علي الرضا بن موسى الكاظم بن  جعفر الصادق بن محمد الباقر بن علي زين العابدين بن الحسين بن علي بن أبي طالب كما أن الحسين بن علي هو ابن السيدة فاطمة الزهراء بنت رسول الله محمد بن عبد الله صلى الله عليه وآله وصحبه وسلم، وهو نسب حققه الشيخ مرتضى الزبيدي وأكده وراجعه الجبرتي وأورده في كتابه تاريخ الجبرتي الجزء الثاني.

## ميلاده ونشـأته وتعليمه
ولد الميرغني في قرية السلامة بأرض الطائف في عام 1208 هجرية وتوفيت أمه قريبا من سابع ولادته فرباه والده السيد محمد أبو بكر الي أن جاوز عشر سنين ثم توفي والده فتولاه عمه السيد محمد يس الميرغني صنو أبيه وكان من علماء بلد الله الحرام آنذاك فعلمه أمهات العلوم الدينية كالفقه والحديث والتفسير والنحو واللغة وأتم حفظ القران الكريم فتمكن من هذه العلوم وهو في الثالثة عشر من عمره وبعد ذلك تصدر للإفتاء والإقراء والتدريس بالمسجد الحرام بمكة المكرمة وعمره لم يتجاوز الخامسة عشرة وقد تولي أخوه السيد عبد الله المحجوب منصب مفتي الأنام ببلد الله الحرام. طاف أنحاء واسعه من الأرض داعيا الي الإسلام والي سلوك طريق ومنهج الإحسان فأسلم على يديه الكثير من الخلق.

## أبناؤه
للإمام محمد عثمان الميرغني (الختم) أبناء كثيرون توفي بعضهم دون البلوغ، أكبرهممحمد الميرغني الملقب بسر الختم (و قد كان مدرسا بالمسجد الحرام)  عبد الله المحجوب محمد الحسن الميرغني جعفر الصادق الميرغني (أيضا كان صاحب دروس بالمسجد الحرام وكان خليفة لوالده بالحجاز) محمد هاشم الميرغني إبراهيم الميرغني وأشهرهم في العصر الحديث ابن حفيده علي الميرغني.

## تصوفه
بدأ الإمام الميرغني سيره في طريق التصوف حيث أخذ أولا الطريقة النقشبندية عن الشيخ أحمد بن محمد بناه المكي ثم أخذها ثانية ومعها الطريقة الشاذلية والطريقة القادرية وغيرهما من الأذكار عن الشيخ سعيد العامودي المكي ساكن أبي قبيس ثم أخذها أيضا - أي النقشبندية - عن الشيخ أحمد بن عبد الكريم الأزبكي وكان قد أخذها قبله عن مشائخ كثيرين كلهم بمكة المكرمة وأخذ بعض الطرق عن السيد أحمد عبد الكريم الهندي وأيضا أخذ طرقا عن شيخه وعمه السيد محمد يس الميرغني ولقد اجتمع الإمام الختم بالسيد عبد الرحمن بن سليمان الأهدل مفتي زبيد وهو الذي دله علي شيخ إرشاده الأكبر السيد أحمد بن إدريس وهو من أشراف المغرب وكان صاحب دروس بالمسجد الحرام. وقد كان أخذ الميرغني عن شيخه أحمد بن إدريس محتويا علي الطريقة النقشبندية ومعها الطريقة الشاذلية.

## طريقته الختمية
بعد أن أخذ الإمام الختم كل هذه الطرق بأسانيدها وأذن له في جميعها أسس طريقته المسماة بـالطريقة الختمية وهي محتوية علي أذكار خمس طرق هي النقشبندية والقادرية والشاذلية والجنيدية (و هي طريقة الإمام الجنيد سيد الطائفة البغدادية) بالإضافة الي الميرغنية وهي طريقة جده السيد عبد الله الميرغني المحجوب عالم الحرم المكي ودفين الطائف. ورمز الختم لطريقته الختمية بـ(نقش جم) أي أنها تنقش التصوف في الفؤاد جم، فالنون للنقشبندية والقاف للقادرية والشين للشاذلية والجيم للجنيدية والميم للميرغنية

## رحلاته الدعوية

### الرحلة الأولي
بدات رحلة الإمام الختم الدعوية الأولي انطلاقا من مكة المكرمة ومنها إلى مدينة تريم باليمن وسافر من هناك بحرا إلى بلاد الصومال ومنها إلى مصوع على البحر الأحمر وتوغل بعد ذلك في أراضي الحبشة ومنها عاد إلى مكة المكرمة وفي رحلته الأولى هذه دخل الإسلام على يده عشرات الآلاف ومنها قبائل كامله دخلت في الإسلام وسلكوا على يديه طريقته الختمية.

### الرحلة الثانية
بدأت رحلة الختم الثانية من صعيد مصر وكان برفقة شيخه السيد أحمد بن أدريس الذي تركه بالزينيه وعبر إلي بلاد النوبة والسكوت والمحس فقام بمهمة الإرشاد وانخرط معظم أهالي تلك البلاد في سلك طريقته وجعل بتلك المناطق خلفاء لطريقته ثم سار حتي وصل مدينة الدبة بشمال السودان ومنها سافر عبر درب الأربعين إلى مدينة الأبيض بكردفان فأرشد بها خلقا كثيرا وسلك كثير منهم الطريقة الختمية وخلف بها العديد من تلامذته ومنهم على سبيل المثال لا الحصر الشيخ حماد البيتي والشيخ إسماعيل الولي الكردفاني والشيخ صالح سوار الذهب والخليفة عربي ثم توجه بعد ذلك إلى سنار، إلا أنه عاد مرة أخرى لكردفان وتحديدا لمدينة بارا ومنها توجه مرة ثانية إلى سنار، حيث أقام بمنطقة حي شاذلي فدرس وأرشد وسلك الأهالي طريقته وعين بها خلفاء ليقوموا مقامه في التربية والإرشاد ثم توجه بعد ذلك عن طريق النيل الأزرق ثم نهر النيل حتي وصل مدينة شندي ثم المتمة وأرشد بهما خلق كثير وخلف بهما عدد من المرشدين ثم بعد ذلك توجه الختم إلى الدامر وكان ينوي العبور إلي مدينة بربر فبلغه نزول الأتراك بمدينة أبو حمد وهي قريبة من بربر، عندها سار الختم متوجها نحو الشرق حتي وصل منطقة أم ضبيع وقوز رجب فأرشد الخلق هناك وقام بتوجيههم وعين أيضا عدد من الخلفاء بتلك المنطقة ثم يمم سيره نحو إقليم التاكا بشرق السودان أو ما يعرف الآن بكسلا فشيد بها القرية المسماة بالسنية وعين بها خليفته الشيخ يعقوب، وأخيرا اختتم الميرغني رحلته بتوجهه لبلاد الحبشة فطاف بها ثم رجع إلى مكة المكرمة.

### الرحلة الثالثة
عاد الختم مرة أخرى الي إقليم التاكا (المشهور بكسلا الآن) عن طريق مصوع وذلك لتثبيت دعائم دعوته والتي عمت في كل شمال ووسط وشرق أفريقيا ثم عاد للحجاز.

### الرحلة الرابعة والأخيرة
ثم قام الختم الميرغني برحلته الأخيرة الي السودان حيث نزل في مدينة سواكن حيث كان برفقته ابنه السيد محمد الحسن الميرغني وهناك في سواكن أنشأ ثلاثة مساجد ومعهد لتعليم النساء كان هو الأول من نوعه في السودان وبعد إقامته قليلا في سواكن وبعد أن خلف ابنه السيد محمد الحسن الميرغني علي بلاد السودان - والذي سار إلي أن استقر مقامه بمدينة كسلا ومن ثم تقلد زمام أمور الطريقة - عاد الإمام الميرغني الي الحجاز حيث توفي عام 1268 هجرية ودفن بالمعلا بمكة المكرمة.
تميز أسلوب الإمام الميرغني بالحركة في مجال الدعوة إلى الله اتباعا لمدرسة السيد أحمد بن أدريس وكان النهج المألوف قبل ذلك تواجد الشيخ اوالإمام في مكانه وتوافد الناس عليه وحملهم للدعوه الإسلامية إلى مناطقهم وبلادهم القصيه وهو نهج امتد لقرون طويله وهذه الحركة اتبعها الميرغنى كما اتبعها التلميذ الثاني لابن ادريس وهو السيد السنوسى الذي توجه إلى شمال أفريقيا ولكن الفارق بين الاثنين يكمن في أن الميرغنى توجه إلى بلاد بها العديد من القبائل التي لم تعرف الإسلام من قبل وان عرفته فعن طريق التجار وحملات جلب الرقيق مما جعلها تكن خصومه شديده للإسلام وعلى سبيل المثال منطقة المرتفعات الاثيوبيه أو مايعرف باريتريا الآن وهي مناطق تتميز بطبيعه قاسيه وتركيبه سكانيه قبليه صعبة تمكن الميرغني وهو بعد لم يتجاوز الخامسة والعشرين من ابلاغ الدعوة وتوطيدها عن طريق أقامة المساجد والمعاهد الدينية مما خلق استمرارية تواصل بين هذه المناطق والعالم الإسلامي.

## أشهر تلاميذه وخلفـــاؤه واخذي طريقته
للإمام الميرغني الكثير والعديد من الخلفاء الذين تتلمذوا علي يديه الي أن وصلوا الي مرتبة الإرشاد والتوجيه نذكر منهم على سبيل المثال لا علي سبيل الحصر:-
- في بلاد الحجاز[14]:-
- الشيخ أحمد القطان بمكة المكرمة
- الشيخ عمر فدعك أيضا بمكة المكرمة
- الخليفة أسعد بالمدينة المنورة
- أحمد بن أسعد بالمدينة المنورة وقد كان وزيرا لدي السلطان العثماني عبد الحميد بإستنبول.[14]
- في مصر[14]:-
- الشيخ أحمد أبو حريبة
- الشيخ إبراهيم الباجوري وقد تولي مشيخة الأزهر الشريف في الفترة من (1263 الي 1277)هـ
- الشيخ حسن القويسني وكان شيخا للأزهر الشريف لأربع سنين (1250 هـ - 1254 هـ)
- الشيخ(خليفة ولد الحاج العبادي) الكاهلي الزبيري من سكان دراو بصعيد مصر
- الخليفة أحمد ولد سعد وهو أيضا من أهل دراو.
- في بلاد الحبشة ومصوع[14]:-
- الشيخ بشري في بلاد الرحمنو بالحبشة
- الخليفة محمد ولد طه
- الخليفة محمد ولد ريحان
- الخليفة النائب
- في بلاد كردفان وسنار (وسط السودان)[14]:-

- الخليفة (( محمد المكى عربي))
- الخليفة حماد البيتي
- الشيخ إسماعيل الولي بن عبد الله الولي
- الخليفة صالح سوار الذهب
- الشيخ أحمد عيسي تلميذ الشيخ أحمد الدردير شارح المختصر بمصر
- في بلاد المتمة وشندي (شمال السودان)[14]:-
- الشيخ الريح السنهوري
- الشيخ أحمد الطريفي وشهد له الإمام الميرغني بسعة العلم وقال عنه: لو اندرس مذهب الإمام مالك لأحياة هذا الرجل[14]
- الشيخ المجذوب بن قمر الدين العباسي
- الخليفة علي الجزولي
- الجزولي بن عبد الوهاب وقد صحب الميرغني بالحرمين وغيرهما وجالس أحمد بن إدريس
- بلاد التاكا والقضارق وقوز رجب (شرق السودان)[14]:-
- الحبيب يعقوب
- الخليفة أحمد الشنباتي
- الشيخ الصافي وكان مدرسا للقران الكريم حفظ علي يديه خلق كثيرون[14]
- الشيخ أحمد ولد العماس
- الشيخ عبد القادر الفادني
- الخليفة الشيخ التاي
- في بلاد الداخلة,أم الطيور,دنقلا,المحس,و بلاد الشايقية (شمال السودان)[14]:-
- الخليفة محمد النصيح
- الخليفة حمد الصادق بن حمد المجذوب
- الخليفة محمد بن مالك
- الشيخ محمد خير بن الفقيه محمد صالح العراقي
- الخليفة الشيخ الحاج علي محمد نصر
- الخليفة الشيخ إدريس وكان من العلماء الزاهدين بتلك البلاد[14]
- في مدينة سواكن وبلاد بني عامر (شمال شرق السودان)[14]:-
- الفقيه محمد الصافي وهو عالم في مذهب الإمام الشافعي وتولي منصب قاضي القضاة بتلك البلاد[14]
- الخليفة مدني قرجن
- الخليفة محمد ولد كيلاني
- الخليفة محمد الصفوة وكان عالما تولي منصب الإفتاء بسواكن[14]

## مؤلفاته
للإمام الختم الميرغني العديد من المؤلفات والرسائل في العلوم الدينية إضافة للأذكار والأدعية والأوراد منها على سبيل المثال:-
- تاج التفاسير لكلام الملك الكبير [14] وهو كتاب في تفسير القران الكريم.
- رحمة الأحد في اقتفاء أثر الرسول الصمد ورحمة المنان في اقتفاء أثر ابن عدنان وهو كتاب في الحديث النبوي وقد أتم تأليفه في السادس والعشرين من رمضان عام 1248 هـ بالمسجد الحرام بمكة المكرمة[14]
- الوعظ الثمين في تعمير أعصار رمضان الثلاثين[14] وهو كتاب في الوعظ.
- مصباح الأسرار في سيرة النبي المختار وهو شرح علي مشكاة الأنوار لجده علامة الحرم المكي السيد عبد الله الميرغني الملقب بالمحجوب[14]
- الفوائد البهية في حل ألفاظ الأجرومية كما ألف أيضا شرحا لألفية ابن مالك أتمها في خمسة عشر يوما[14]
- غنية الصوفية في علم العربية وهي منظومة في النحو أبسط من الأجرومية وأيضا شرح ألفية السيوطي في علم البيان وله شرح آخر علي منظومة البيقوني[14]
- منجية العبيد من هول يوم الوعد والوعيد[14] وهي منظومة شاملة في علم التوحيد.
- الخزانة القدسية وهو كتاب يقع في عشرون جزء كل جزء محتو علي خمسة كتب وكل كتاب يتحدث عن اسم من أسماء الله الحسني. وأكمل المائة ببعض الكلام عن الاسم الأعظم[14]
- الفيوضات الإلاهية المتضمنة للأسرار الحكمية وهو كتاب في الحكم شرحه بنفسه مستدلا بالكتاب والسنة[14]
- ديوان فتح الرسول ومفتاح بابه للدخول لمن أراد إليه الوصول وهو كتاب من سبعة أبواب ويقرأ لكل يوم باب والباب محتو علي خمسة فصول من صيغ الصلاة علي النبي صلي الله عليه وسلم منها في الأحاديث الواردة بصيغ نبوية ومنها في الصلوت الواردة بصيغ الصحابة والتابعين ومنها في صلوات كمل العارفين ومنها ما صلي به المؤلف بصيغ لفظه وألف غير هذا الكتاب العديد من الصلوات النبوية[14]
- مولد النبي المسمي بالأسرار الربانية والشهير بالمولد العثماني وهو منظومة عن سيرة النبي صلي الله عليه وسلم [14] من فترة ما قبل مولده صلي الله عليه وسلم ثم إرهاصات مولده وبعثته ويتناول أحواله وشمائله وأوصافه وأخلاقه الشريفة
- النور البراق في مدح النبي المصداق وهو منظومة في مدح النبي صلي الله عليه وسلم أشبع فيه القول وضمنه كثيرا من المعجزات الواردة والسير الصحيحة والاثار المروية في شمائله وأوصافه وأخلاقه عليه الصلاة والسلام [14]
- رسائل: الفتح المبروك في كثير من آداب السلوك والحضور في الصلاة للسعداء من أهل حضرة الله[14] وغيرهما من الرسائل الإرشادية والتوجيهية.

## وفــاته
انتقل الإمام محمد عثمان الميرغني (الختم) للرفيق الأعلي بالطائف في الثاني والعشرين من شوال عام 1268 هـ  بعد حياة قضاها في الدعوة الي الله والنصح والإرشاد للعباد وتأليف المصنفات الدينية المختلفة، وصلي عليه أخوه السيد عبد الله المحجوب مفتي مكة المكرمة آنذاك ونقل بعد ذلك الي الحرم عن طريق كرا حيث صلي عليه تحت باب الكعبة خلق كثيرون ثم ووري جثمانه الثري بمقبرة المعلا المشهورة بمكة المكرمة.